# UCI Track Cycling Nations’ Cup 2025
Der UCI Track Cycling Nations’ Cup 2025 (deutsch UCI Bahnradsport-Nationencup) war die fünfte Austragung dieser Serie von Bahnradsport-Wettbewerben, die durch die Union Cycliste Internationale organisiert wird. Da nur eine einzige Runde organisiert werden konnte, sah sich die UCI gezwungen, die Teilnahmevoraussetzungen an den Bahnradsport-Weltmeisterschaften 2025 anzupassen.

## Austragungsorte
| Datum        | Sportstätte     | Ort   |
| ------------ | --------------- | ----- |
| 14.–16. März | Konya Velodrome | Konya |

## Beteiligung
An den Wettbewerben in Konya beteiligten sich Athleten aus 42 Nationalmannschaften. Hinzu kamen „individuelle neutrale Athleten“ aus Russland und Weißrussland. Die zuvor teilnehmenden UCI Track Teams waren aufgrund einer am 1. Januar 2025 eingetretenen Regeländerung ausgeschlossen.
| Amerika - Argentinien - Chile - Kanada - Mexiko - Trinidad und Tobago - Venezuela - Vereinigte Staaten Ozeanien - Australien - Neuseeland | Asien - China - Hongkong - Indien - Indonesien - Japan - Kasachstan - Malaysia - Saudi-Arabien - Usbekistan | Europa - Belgien - Bulgarien - Dänemark - Deutschland - Frankreich - Großbritannien - Irland - Italien - Lettland - Litauen - Niederlande - Norwegen | - Österreich - Polen - Portugal - Schweden - Schweiz - Slowakei - Slowenien - Spanien - Tschechien - Türkei - Ukraine - Ungarn |

## Resultate
Die Wettbewerbe in Konya erbrachten die unten stehenden Ergebnisse. In der Sprint-Qualifikation der Frauen stellte Yuan Liying einen neuen Weltrekord über 200 Meter bei fliegendem Start auf, indem sie als erste Frau die 10-Sekunden-Grenze durchbrach. Ihre Zeit betrug 9,976 Sekunden. Bei den Männern unterbot Matthew Richardson mit 9,041 Sekunden den bestehenden Weltrekord um 47 Tausendstel. Diese Leistung fand jedoch keine Anerkennung als Weltrekord, da er einen Teil der Strecke im Sicherheitsbereich unterhalb der Côte d’Azur zurückgelegt hatte.
Bemerkungen:
- Fahrerinnen und Fahrer, deren Name kursiv geschrieben sind, bestritten bei Mannschaftswettbewerben lediglich Runden vor dem Finale.
- Fahrerinnen und Fahrer, die für ein UCI Track Team angetreten sind, sind mit dessen Kürzel vor dem Namen gekennzeichnet.

### Frauen
| Disziplin             | Gold                                                                      | Silber                                                                                  | Bronze                                                                         |
| --------------------- | ------------------------------------------------------------------------- | --------------------------------------------------------------------------------------- | ------------------------------------------------------------------------------ |
| Sprint                | Yuan Liying                                                               | Alina Lyssenko                                                                          | Hetty van de Wouw                                                              |
| Keirin                | Mathilde Gros                                                             | Veronika Jaborníková                                                                    | Mina Satō                                                                      |
| Teamsprint            | Niederlande Kimberly Kalee Hetty van de Wouw Steffie van der Peet         | Großbritannien Lowri Thomas Lauren Bell Rhian Edmunds                                   | Deutschland Lea Sophie Friedrich Clara Schneider Pauline Grabosch              |
| Mannschaftsverfolgung | Deutschland Messane Bräutigam Franziska Brauße Lisa Klein Laura Süßemilch | Neuseeland Emily Shearman Prudence Fowler Bryony Botha Samantha Donnelly Ally Wollaston | Australien Maeve Plouffe Keira Will Claudia Marcks Sophie Edwards Sally Carter |
| Ausscheidungsfahren   | Yareli Acevedo                                                            | Lisa van Belle                                                                          | Mizuki Ikeda                                                                   |
| Omnium                | Ally Wollaston                                                            | Lisa van Belle                                                                          | Walerija Walgonen                                                              |
| Madison               | Dänemark Amalie Dideriksen Ellen Klinge                                   | Deutschland Messane Bräutigam Lea Lin Teutenberg                                        | Neuseeland Samantha Donnelly Emily Shearman                                    |

### Männer
| Disziplin             | Gold                                                                             | Silber                                                                        | Bronze                                                                 |
| --------------------- | -------------------------------------------------------------------------------- | ----------------------------------------------------------------------------- | ---------------------------------------------------------------------- |
| Sprint                | Matthew Richardson                                                               | Harry Ledingham-Horn                                                          | Rayan Helal                                                            |
| Keirin                | Shah Firdaus Sahrom                                                              | Sébastien Vigier                                                              | Shinji Nakano                                                          |
| Teamsprint            | Großbritannien Harry Radford Matthew Richardson Harry Ledingham-Horn             | Japan Yoshitaku Nagasako Yūta Obara Kaiya Ōta                                 | Australien Ryan Elliott Leigh Hoffman Daniel Barber                    |
| Mannschaftsverfolgung | Australien Joshua Duffy Liam Walsh Blake Agnoletto James Moriarty Oliver Bleddyn | Vereinigte Staaten Ashlin Barry David Domonoske Graeme Frislie Anders Johnson | Neuseeland Thomas Sexton Marshall Erwood Keegan Hornblow Nick Kergozou |
| Ausscheidungsfahren   | Jules Hesters                                                                    | Noah Wulff                                                                    | Tim Wafler                                                             |
| Omnium                | Yanne Dorenbos                                                                   | Ashlin Barry                                                                  | Kazushige Kuboki                                                       |
| Madison               | Spanien Sebastián Mora Albert Torres                                             | Niederlande Vincent Hoppezak Yoeri Havik                                      | Belgien Jules Hesters Noah Vandenbranden                               |

### Teamwertung (Top Ten)
| Pos. | Nation/Team | Gesamt |
| ---- | ----------- | ------ |
| 1.   | Australien  | 10666  |
| 2.   | Deutschland | 9290   |
| 3.   | Japan       | 8733   |
| 4.   | Frankreich  | 8621   |
| 5.   | Niederlande | 8414   |
| 6.   | Neuseeland  | 8033   |
| 7.   | Kanada      | 7465   |
| 8.   | Frankreich  | 7320   |
| 9.   | Polen       | 6611   |
| 10.  | Tschechien  | 5471   |